# Сифакс
Сифакс (лат. Syphax, др.-греч. Σύφαξ, на берберском ⵙⵉⴼⴰⴽⵙ) — царь западных нумидян (массесилян), в союзе с Карфагеном выступивший против Рима в ходе Второй Пунической войны.

## Биография

### Союз с Римом
Сифакс первые упоминается у Ливия под 213 годом до н. э. В Испании с 217 года до н. э. братья Публий и Гней Корнелии Сципионы вели войну с карфагенским полководцем Гасдрубалом, сыном Гамилькара, и в 215 году до н. э. почти вытеснили карфагенян из Испании. Карфагенский сенат послал Гасдрубалу на помощь флот, Сципионам же удалось привлечь на свою сторону Сифакса.
Нумидийские войска, хорошо организованные и предводительствуемые римскими офицерами (обучением занимался центурион Квинт Статорий), навели на карфагенян такой страх, что они немедленно призвали на помощь Гасдрубала — но последнему посчастливилось заключить союз с царем восточных (массилийских) нумидян Галой и его сыном Масиниссой, при помощи которых он разбил Сифакса и заставил его бежать к маврузиям.
Вследствие этого поражения и последовавшей вскоре после того (211 год до н. э.) смерти обоих Сципионов союз между Сифаксом и Римом прекратился. В 207 году до н. э. молодой Сципион Африканский Старший, покорив всю Испанию, вступил с Сифаксом в новые переговоры и для этого сам переправился в Африку. В доме Сифакса он встретился с Гасдрубалом, который также гостил у Сифакса с теми же намерениями, однако именно Сципиону удалось привлечь Сифакса на сторону римлян.

### Союз с Карфагеном
Гасдрубал Гискон удалился, полный опасений за дальнейший ход войны, но вскоре ему всё-таки удалось переманить Сифакса и привлечь его на сторону карфагенян, дав ему в жёны свою прекрасную дочь Софонисбу. Он даже уговорил его направить послов к Сципиону и открыто отказаться от союза с римлянами. Между тем Масинисса, оскорблённый карфагенянами, вступил в союз с римлянами.
Сифаксу и Гасдрубалу сначала удалось победить Масиниссу и заставить Сципиона снять осаду Утики; но в 203 году до н. э. Сципиону удалось перехитрить их. Завязав с Сифаксом переговоры, он во время перемирия разведал положение вражеских лагерей и по окончании перемирия, ночью, внезапно напал на них, поджёг лагеря и разбил находившиеся в них войска (так называемая битва на Великих Равнинах). Преследуя Сифакса, он ещё раз победил его при Цирте и взял в плен. Во время триумфа Сципиона в Риме Сифакс был принуждён идти в его процессии, что было особенно почётно для триумфатора, но крайне унизительно для пленника. Умер нумидийский правитель в плену в Тибуре в 203 или 202 году до н. э.

## В культуре
- Трагедия французского драматурга Пьера Корнеля «Софонисба», впервые поставленная на сцене в 1663 году;
- художественный фильм «Кабирия» (Cabiria), 1914; режиссёр — Джованни Пастроне, Сифакса играет Александр Бернар.